# ゲオルク・フライターク
ゲオルク・ヴィルヘルム・フリードリヒ・フライターク（ドイツ語: Georg Wilhelm Friedrich Freytag、1788年9月19日 - 1861年11月16日）はドイツの文献学者。

## 生涯
1788年リューネブルク生まれ。ゲッチンゲン大学で文献学及び神学を学び、1811年から1813年までは同大学の神学講師として務めた
。その後、ケーニヒスベルクで司書を務めた後、1815年にプロシア軍の牧師となりナポレオン戦争下のパリに赴任した。
パリ条約 (1815年)の布告に伴い牧師を辞し、シルヴェストル・ド・サシの下でアラビア語、ペルシア語、及びトルコ語の研究に復帰。1819年にボン大学の東洋学教授に就任し、1861年に死去するまで同職に在った。

## 著作
主著はLexicon Arabico-Latinum (Halle, 1830-1837、簡約版は1837年）。ヤコブス・ゴリウスの17世紀のアラビア語-ラテン語辞書を更に改良、発展させたもの。他の主要著作は以下：
- Selecta ex Historia Halebi, 1819; selections of Ibn al-Adim's history of Aleppo.
- Hamasae Carmina cum Tebrisii scholiis integris（アブー・タンマーム著） 1828-1852 – edition of Arabic songs (2 volumes).
- Darstellung der arabischen Verskunst, 1830 – a treatise on Arabic versification.
- Kurzgefasste Grammatik der hebräischen Sprache, 1835 – a compendium of Hebrew grammar.
- Arabum proverbia; vocalibus instruxit, latine vertit, 1838-1843 – Arabic proverbs (3 volumes).
- Einleitung in das Studium der arabischen Sprache, 1861 – Introduction to the study of Arabic language.[2][4]

## 関連人物
- アドルフ・フリードリヒ・シュテンツラー フライタークの学生。
- アーブラハム・ガイガー ボン大学にてフライタークの下でアラビア語を学んだ[5]。